# 科爾城 (喬治亞州)
科爾城（英語：Cole City）是位於美國喬治亞州戴德縣的一個鬼鎮。由於此地已於1995年被荒廢，本地已無人居住。

## 地理
科爾城的座標為34°57′07″N 85°34′06″W / 34.95194°N 85.56833°W，而該地的平均海拔高度為256米（即840英尺）。